# Saragosse (comarque)
Pour les articles homonymes, voir Saragosse (homonymie).
La comarque de Saragosse (en espagnol : Comarca de Zaragoza) est une comarque aragonaise dans la province de Saragosse (Espagne).

## Communes
Alfajarín, Botorrita, El Burgo de Ebro, Cadrete, Cuarte de Huerva, Fuentes de Ebro, Jaulín, María de Huerva, Mediana de Aragón, Mozota, Nuez de Ebro, Osera de Ebro, Pastriz, La Puebla de Alfindén, San Mateo de Gállego, Utebo, Villafranca de Ebro, Villamayor de Gállego, Villanueva de Gállego, Zaragoza, Zuera